# Selim Bayraktar
Selim Bayraktar (Quircuque, 17 de junho de 1975) é um ator turcomano iraquiano mais conhecido por seu papel como "Sümbül Ağa" na telenovela turca Muhteşem Yüzyıl (2011). Ele recebeu reconhecimento internacional com seu papel em Rise of Empires: Ottoman (2020), série original da Netflix.

## Vida e carreira
Bayraktar nasceu em Quircuque, Iraque, em 1975. Quando criança começou a atuar em competições de ginástica. Durante os últimos dias da Guerra Irã-Iraque, um dublê de Saddam Hussein visitou a escola de Bayraktar para recrutar meninos para o exército; quando Bayraktar foi escolhido para servir no exército sua família decidiu contrabandeá-lo para a Turquia.
Ele começou a trabalhar no Teatro Estatal Turco depois de se formar na Universidade de Hacettepe, em 2000.
Bayraktar fala turco, turco otomano, árabe, curdo e inglês.